# Colon sigmoideum

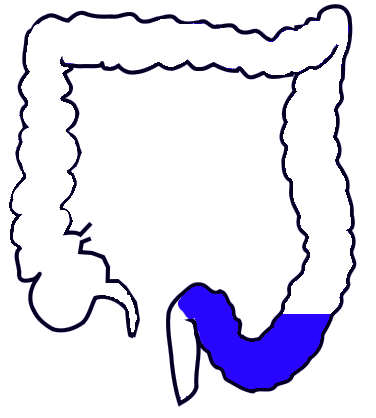
Colon sigmoideum markerad i blått.

Colon sigmoideum kallas tjocktarmens sista S-formade del, innan ändtarmen (rektum) tar vid. Benämningen sigmoideum kommer av att tarmdelen liknar den grekiska bokstaven sigma (ς), därav sigma + -oid.